# Charlie Chan e il castello nel deserto
Charlie Chan e il castello nel deserto (Castle in the Desert) è un film del 1942 diretto da Harry Lachman sul personaggio di Charlie Chan, ispettore cinese della polizia di Honolulu, interpretato dall'attore Sidney Toler.

## Trama
Mrs. Manderley, eccentrica discendente dei Borgia, vive in un castello fatto costruire appositamente nel desolato Deserto di Mojave col marito Paul Manderley, un milionario studioso e misantropo. Qualcuno viene ucciso per avvelenamento e lo stesso Paul cerca di coprire il delitto dove Charlie Chan viene chiamato ad investigare perché teme che la fama della moglie come discendente di Lucrezia Borgia, famosa avvelenatrice di cui porta anche il nome, possa incolparla ingiustamente.

## Produzione
Il film fu l'ultimo ad essere prodotto dalla 20th Century Fox. La serie continuò con Toler, ma in circostanze ridotte, con la Monogram Pictures.
Nel cast compare anche Henry Daniell che era reduce da due grandi successi al fianco di attori di peso come nel caso de Il grande dittatore (1940) con Charlie Chaplin e Sherlock Holmes e la voce del terrore (1942) con Basil Rathbone.
La location è basata sul Scotty's Castle, una villa di stile spagnolo costruita a Chicago da un milionario come casa di vacanza nella Death Valley.

## Distribuzione
In Italia il film non fu mai distribuito nei cinema ed è stato doppiato molti anni più tardi dalla Rai per il ciclo Charlie Chan - Giallo su giallo a cura di Nedo Ivaldi. Renzo Palmer ha diretto la versione italiana su dialoghi di Vinicio Marinucci. Non essendo più disponibile la colonna internazionale, le musiche sono state composte ex novo da Gino Peguri.